# 松苗竜太郎
松苗 竜太郎（まつなえ りゅうたろう、1990年1月25日 - ）は、NHKに在職していた元アナウンサー。

## 人物
山口県生まれの東京都育ち。2012年にNHK入局。

## 嗜好・挿話
- 父は元テレビ朝日アナウンサーの松苗慎一郎[2]。
- 初任地は地元山口放送局で、2017年に大阪放送局へ異動[注 3]。2020年3月に東京アナウンス室へ異動し、『ニュースウオッチ9』のリポーター就任[2][1]。
- 2021年1月、春にNHKを退職し富士通の広報部に転職予定であることが一部メディアで報じられた[2]。

## NHK時代の担当番組
山口放送局時代（2012年度 - 2016年度）
- 土曜スタジオパーク（総合テレビ2012年5月19日） - 新人お披露目
- 情報維新!やまぐち（総合テレビ。キャスター：2015年4月 - 2017年3月）[注 4]
- 山口県のニュース・中継・リポート
- ひるブラ「幕末感じるアンティークショップ～山口・下関市～」 （総合テレビ。2015年2月10日）
- ニュースウオッチ9（総合テレビ。リポーター）（三條雅幸夏期休暇に伴う代理リポーター）（2016年9月19日[要検証 – ノート] - 9月30日）[注 5]
- 山口放送局コールサインアナウンス

大阪放送局時代（2017年度 - 2019年度）
- ウイークエンド関西（総合テレビ） - キャスター （2017年4月8日 - 2019年3月30日）[注 6]
- ニュース・気象情報 （NHKニュース）（午後2時：大阪放送局から放送した場合）
- 関西のニュース・中継・リポート
- ニュース845～関西のニュースと気象情報～（総合テレビ。不定期）
- 旅ラジ!（ラジオ第1。90アナウンサー：2017年12月4日 - 12月7日）
- ラジオ特集「大阪へ行こう!!」（ラジオ第1。2018年4月30日）- リポーター
- 第100回全国高等学校野球選手権記念大会（2018年8月7日） - ふるさとリポーター
- 旬感☆ゴトーチ!（総合テレビ。2018年10月1日、2日）
- まんがの日特集「生誕90年 未来に語り継ぐ神様・手塚治虫」(ラジオ第1。2018年11月3日）
- 襲来！ゴジラジオ（ラジオ第1・司会）（2019年6月2日）
- あさイチ（総合テレビ。2019年6月6日） - 「JAPA-NAVI　大阪・泉州」ナビゲーター
- ニュースほっと関西（総合テレビ）
  - ニュースリーダー（不定期）
  - 二宮直輝のキャスター代行（2019年8月19日 - 30日・2020年1月20日 - 31日）
- ニュースウオッチ9（フィールドリポーター）（高橋篤史のリポーター代行）（2019年9月2日 - 13日）
- 2019年10月の令和元年東日本台風（台風19号）では、長野放送局に応援で派遣され、災害情報を中心にローカルニュースを担当した。
- あさイチ（2019年11月7日） - 「街中でお宝続々発見!ディープな大阪」ナビゲーター

東京アナウンス室時代（2020年度）
- ニュースウオッチ9（リポーター：2020年3月30日 - 2021年）

## 同期のアナウンサー
- 近江友里恵（退職）
- 千葉美乃梨
- 中村信博
- 南波雅俊（退職・TBSテレビアナウンサー）
- 武本大樹
- 池間昌人
- 木花牧雄
- 花田宗佑（退職）
- 渡辺健太
- 黒住駿
- 鈴木崇広（退職・テレビ埼玉契約アナウンサー→落語家）